# Nephrotoma cuneata
Nephrotoma cuneata är en tvåvingeart som beskrevs av Yang 1991. Nephrotoma cuneata ingår i släktet Nephrotoma och familjen storharkrankar. Inga underarter finns listade i Catalogue of Life.